# Дуель

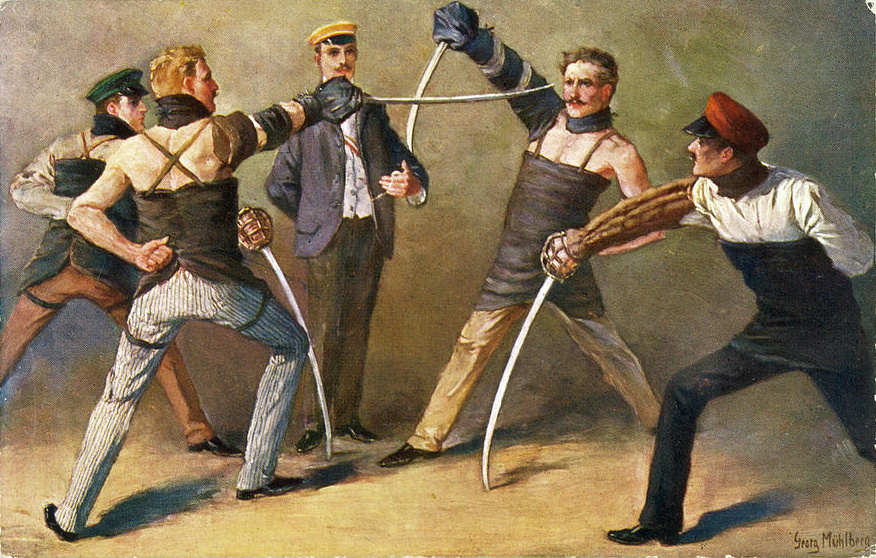
Мензурочне фехтування

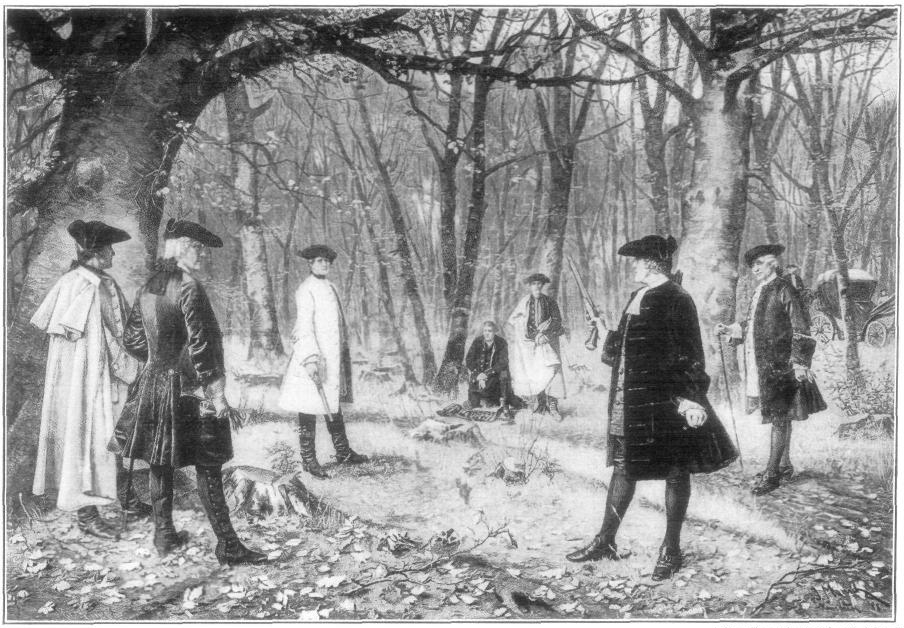
Дуель Олександра Гамільтона з Аароном Берром.

Дуе́ль (фр. duel, лат. duellum — «поєдинок», «двобій», «боротьба двох») — суворо регламентований так званим дуельним кодексом збройний поєдинок між двома людьми, мета якого — задовольнити бажання одного з дуелянтів (що викликає на дуель) відповісти за завдану йому або його честі образу з дотриманням максимально чесних і рівних умов бою. Як правило, дуелі відбуваються тільки всередині окремих суспільних верств, і часто асоціюються з аристократією, хоча насправді не прив'язані до жодної з них.
Нині дуелі заборонено законодавством переважної більшості держав світу.

## Кодекс
При виникненні дуелей з'явився і спеціальний кодекс, який містив правила, за якими має проводитися дуель. Кодекс цей не був формальним, оскільки дуелі піддавалися заборонам. Тому багато правил з'являлися при виникненні прецедентів. Вперше дуелі стали відомі у Франції, там же був опублікований і перший дуельний кодекс, який в 1836 отримав популярність завдяки графу де Шатовільяру. Пізніше кодекс був оновлений графом Верже, і саме він став зразком для проведення дуелей в Європі.

## Правила дуелей
Існувало два види дуелей — американська і європейська. Більш широке поширення набула саме європейська модель проведення дуелі. Тоді як американська модель вважалася абсолютно аморальною. За її правилами суперники отримували зброю і йшли до лісу, починаючи саме справжнє полювання один за одним. Згідно з правилами, противники влаштовували засідки і могли стріляти в спину.
Ці правила не набули великого поширення в Європі, де аристократи вважали такий спосіб проведення дуелей неприпустимим. Тому європейські правила були більш прийнятні для того, щоб захистити честь дами або дати гідну відповідь людині, яка кинутим у розпалі суперечки словом могла образити іншого. Спочатку дуелянти користувалися тільки шпагами, пізніше виник звичай проводити дуелі на пістолетах. Стрілялися супротивники в основному з відстані в 8-10 кроків, у дуже рідкісних випадках бувало, що цю відстань скорочували і до трьох.
Перед поєдинком секунданти встановлювали правила, за якими мала відбутися дуель. Як правило, вона мала закінчуватися результатом. Ним вважалося або важке поранення противника або його смерть. Хоча відомі випадки, коли дуелянти стріляли в повітря, щоб не позбавити людини життя.

## Право на дуель
До кінця XIX ст. Німеччина була єдиною державою у Європі, де дозволялися дуелі. В історії відомі випадки, коли на поєдинок викликалися навіть короновані особи. Так, німецький імператор Карл V зробив виклик французькому королю Франциску I, а шведський король Густав IV — Наполеону Бонапарту. На дуелі з графом Монтгомері був смертельно поранений французький король Генріх II. Цікаво, що пізніше російський імператор Павло I запропонував вирішувати міждержавні конфлікти не шляхом війни, а саме у поєдинках між правителями ворогуючих країн.
У XVI ст. дуелі набули загрозливих масштабів. Так, за 16 років правління Генріха IV у Франції на дуелях було вбито близько 8 тис. осіб. Це не могло залишити байдужими державних мужів, і вони розпочали справжню антидуельну кампанію. Кардинал Рішельє, наприклад, заборонив дуелі під страхом смерті, оголосивши, що дворянин може жертвувати своїм життям тільки в інтересах короля.
У Росії за правління Петра І російське офіцерство за прикладом іноземців також запровадило дуелі. Але цар не міг допустити, щоб гинули люди, так необхідні для втілення в життя його стратегічних планів. Отож він видав «Патент о поединках и нечинении ссор», яким наказував: «Ежели случится, что двое на назначенное место выдут и один против другого шпагу обнажит, то Мы повелеваем таковых, хотя никто из оных уязвлен или умерщвлен не будет, без всякой милости, такожде и секундантов или свидетелей, на которых докажут, смертию казнить и оных пожитки отписать. Ежели же биться начнут и в том бою убиты и ранены будут, то как живые, так и мёртвые повешены да будут». Одночасно для розгляду справ, що ганьблять честь і гідність офіцера, були створені товариства офіцерів.